# Manuel De Oliveira
Manuel Antonio De Oliveira Alves (Caracas, 29 de julio de 1981) es un gerente deportivo y comunicador social de nacionalidad venezolana y portuguesa. Es el director general ejecutivo de la Primera División de Venezuela, denominada Liga FUTVE, desde abril de 2021. Previamente, se desempeñó como Vicepresidente Ejecutivo del Zulia Fútbol Club, equipo de la Primera División de Venezuela, campeón de la Copa Venezuela 2016, la Copa Venezuela 2018 y del Torneo Clausura 2016 del fútbol venezolano, y participante de la Copa Libertadores 2017 y la Copa Sudamericana 2019.
Previo a su carrera como ejecutivo del deporte, De Oliveira ejerció como periodista deportivo desde 1998 hasta 2011, en medios escritos, radiales y televisivos de su país, con participaciones internacionales para O Globo y Directv Sports.
Como periodista, De Oliveira pasó por medios como Radio Caracas Radio y Unión Radio. Fue miembro fundador del periódico deportivo Líder en Deportes, en el cual ascendió hasta Coordinador Editorial en 2010. Trabajó como pionero en departamentos de prensa multimedia en los clubes Deportivo Italchacao (2000-2001) y Caracas Fútbol Club (2001-2004). También fue comentarista del canal televisivo internacional Directv Sports y columnista de O Globo para la Copa América Venezuela 2007.
Como ejecutivo, De Oliveira fue Gerente de Comunicaciones y Planificación del Real Esppor Club (2011-2012), luego fue Gerente General del Atlético Venezuela CF (2012-2014), pasó a ser Gerente de Comunicaciones del Zamora Fútbol Club (2014) y posteriormente fue nombrado Gerente General del Zulia Fútbol Club (2015). Fue ascendido a Vicepresidente Ejecutivo del Zulia Fútbol Club en 2016, y en ese semestre el club zuliano se convirtió en el segundo equipo venezolano en la historia en alcanzar un doblete, al conquistar la Copa Venezuela 2016 y el Torneo Clausura 2016. Finalmente cayó en la final absoluta de la temporada ante Zamora Fútbol Club, su último club antes de mudarse al cuadro propiedad de César Farías, que participó en la Copa Conmebol Libertadores 2017, quedando a las puertas de los octavos de final, y participará en la Copa Sudamericana 2019, luego de ganar la Copa Venezuela 2018.
A principios de 2021, sirvió como asesor de la Primera División de Venezuela denominada Liga FUTVE, y meses después, fue nombrado de manera oficial como su director general ejecutivo.
De Oliveira es activista en pro del crecimiento del fútbol de su país y es defensor del análisis estadístico en el deporte. Desde sus inicios en el fútbol, también se ha dedicado a registrar y rescatar la historia del balompié de Venezuela en trabajos publicados y otros por publicar.
Posee un título de Licenciatura en Comunicación Social, mención Artes Audiovisuales, logrado en 2004 en la Universidad Católica Andrés Bello; un Diplomado FIFA / CIES en Gerencia Deportiva (Primer Cohorte) en la Universidad Metropolitana de Caracas (2011) y un Diplomado en Gerencia Deportiva (Primer Cohorte) dictado por el Programa Evolución de la Confederación Sudamericana de Fútbol (2020-2021).
LOGROS EN CLUBES COMO DIRIGENTE DEPORTIVO
- Subcampeón Nacional Sub-20 2013-14 (Atlético Venezuela CF)
- Campeón Copa Venezuela 2016 (Zulia FC)
- Campeón Torneo Clausura 2016 (Zulia FC)
- Subcampeón Absoluto 2016 (Zulia FC)
- Campeón Copa Venezuela 2018 (Zulia FC)
- Cuartos de final Copa CONMEBOL Sudamericana 2019 (Zulia FC)